# Trachelophorus castaneus
Trachelophorus castaneus is een keversoort uit de familie bladrolkevers (Attelabidae). De wetenschappelijke naam van de soort werd in 1860 gepubliceerd door Johann Christoph Friedrich Klug.